# 阿曇浜子
阿曇 浜子（あずみ の はまこ、生没年不詳）は、『日本書紀』などに伝わる古代日本の豪族。『古事記』には彼に関する記載は存在しない。姓は連。

## 出自
発祥の地は『和名類聚抄』によると、筑前国糟屋郡志珂郷から阿曇郷にかけての一帯と見られ、摂津国西成郡には安曇江の地名もあった。それぞれ、現在の福岡市東区志賀島から糟屋郡新宮町、大阪市中央区安堂寺町にあたる。当初は九州の海人の長であったが大和政権に帰属した段階で摂津に拠点を移している。
『古事記』・『日本書紀』の伊弉諾神の禊ぎの場面で、水の底に潜って身を洗い清め時に生まれたワタツミの神を始祖としている（『日本書紀』一書には伊弉冉神が出産したともある）。『新撰姓氏録』には、「海神綿積豊玉彦神子穂高見命之後也」とある。
各地の海人部・阿曇部を統率し、各地の海人を率いて、大王（天皇）に奉仕した。膳氏と共に食膳を管掌し8世紀には内膳奉膳を務めている。海人部を水軍としても編成しており、厚見・渥美・安積などの地名は、阿曇氏に由来するという。

## 記録
『日本書紀』巻十二によると、推定399年、住吉仲皇子（すみのえ の なかつ みこ）が仁徳天皇の皇太子である去来穂別皇子（いざほわけ の みこ、のちの履中天皇）に反旗を翻した際に、仲皇子に味方しようとしたという。
仲皇子の急襲から逃れた去来穂別皇子が軍を再編し、竜田山を越えたところで、数十人の武器を持って追いかけててくる者たちがいた。皇太子はそれを見て怪しみ、近くにやってきた時に人を遣って尋ねた。
彼らは、「淡路の能嶋（のしま）の海人である。阿曇連浜子の命令で、仲皇子のために、太子を追っています」と答えた。そこで、伏兵を出して、取り囲んで悉く捕まえた。
その後、皇太子の弟の瑞歯別皇子（のちの反正天皇）が住吉仲皇子暗殺を報告し、村合屯倉を与えられたその日、阿曇浜子は捕らえられた。
履中天皇は、即位後の4月に阿曇浜子を呼び出して、彼の罪は死刑に値するが、恩を与えて、死を免じて「墨（ひたいにきざむつみ）」を与える、として、その日のうちに黥（めさききざ）んだ（目の縁に入れ墨をした。これにより、入れ墨をした目のことを「阿曇目」と呼ぶようになった）。
以上が浜子に関する記録のすべてである。
阿曇連一族は、天武天皇13年（684年）に八色の姓で、第3位の宿禰姓を得ている。

## 考証
阿曇連浜子が住吉仲皇子と組んだ背景には、「住吉」と「阿曇」がいずれも難波（摂津）の地名で、2名が地縁上、親しい間柄にあったことを示しており、上記に述べたように、阿曇氏が拠点を難波に移して、中央政界に接触し、海人の宰領としての地位を獲得し、天皇の贄（にえ）の貢上を基盤として勢力伸張をはかったことを現している、と黛弘道は述べている。倭直の祖である倭吾子籠もこの時に離叛しようとしており、彼と淡路島の海人集団との繋がりもみてゆく必要がある。前代の額田大中彦皇子の伝承で、出雲臣の祖である淤宇宿禰が韓国から吾子籠を迎えに行った際にも海人集団の水手が活躍しており、住吉仲皇子の伝承でも浜子に率いられて、「淡路の野嶋の海人」が暗躍している。
結果として、仲皇子は倒され、阿曇氏の中央政界への進出の夢は潰えた。その後は、食膳に奉仕する伴造氏族として、中流貴族としての地位を築いていった。
以後しばらく阿曇氏の顕著な活動が無かったが、推古天皇の時代あたりから再び活動し始め、阿曇比羅夫らを輩出することになる。